# Алроса (авиокомпанија)
Алроса је руска авиокомпанија која обавља регионалне летове у Јакутији, редовне и чартер летове широм Русије, чартер међународне летове ка земљама ЗНД, Азије и Европе, превоз терета и специјалне ваздухопловне операције. Сједиште јој је у Јакутији на аеродромима Мирни и Поларни (град Удачни).
Поред редовних и чартер летова, компанија обавља и аеродромске активности и управља малим аеродромима широм Јакутије.
Авиокомпанију Алроса је основана од стране  велике руске рударске компаније АЛРОСА (рус. :Алмазы России — Саха).
Компанија располаже са 2 авиона типа Иљушин Ил-76,  4 авиона типа Боинг 737-800, два Боинга 737-700 и једним Тупољев Ту-154. Такође, у флоти се налази  више десетина транспортних хеликоптера типа Ми-8.